# Amphoridium kilimandscharicum
Amphoridium kilimandscharicum là một loài rêu trong họ Orthotrichaceae. Loài này được (Müll. Hal.) Kindb. mô tả khoa học đầu tiên năm 1891.